# Triple saut féminin aux championnats du monde d'athlétisme 1997
Navigation
Göteborg 1995 Séville 1999
L'épreuve du triple saut féminin des championnats du monde d'athlétisme 1997 s'est déroulée les 2 et 4 août 1997 au Stade olympique d'Athènes, en Grèce. Elle est remportée par la Tchèque Šárka Kašpárková.

## Résultats

### Finale
| Rang               | Athlète             | Pays            | Essais | Essais | Essais | Essais | Essais | Essais | Marque   | Notes |
| Rang               | Athlète             | Pays            | 1      | 2      | 3      | 4      | 5      | 6      | Marque   | Notes |
| ------------------ | ------------------- | --------------- | ------ | ------ | ------ | ------ | ------ | ------ | -------- | ----- |
| Médaille d'or      | Šárka Kašpárková    | Tchéquie        | 14.86  | 14.65  | 15.01  | x      | 15.20  | 14.83  | 15,20 m  | WL    |
| Médaille d'argent  | Rodica Mateescu     | Roumanie        | 15.16  | x      | 14.90  | 14.38  | 14.84  | 12.21  | 15,16 m  | NR    |
| Médaille de bronze | Olena Hovorova      | Ukraine         | 14.59  | 14.50  | x      | 14.58  | 14.67  | x      | 14,67 m  | PB    |
| 4                  | Olga Vasdeki        | Grèce           | 14.39  | 14.36  | 14.26  | 14.46  | 14.62  | 14.60  | 14,62 m  | NR    |
| 5                  | Ashia Hansen        | Grande-Bretagne | 13.99  | 14.36  | x      | 14.41  | 14.21  | 14.49  | 14.,49 m |       |
| 6                  | Tereza Marinova     | Bulgarie        | 14.34  | 13.78  | x      | 14.10  | 14.09  | 12.54  | 14,34 m  |       |
| 7                  | Jeļena Blaževiča    | Lettonie        | x      | 14.06  | 13.88  | 13.78  | x      | x      | 14,06 m  |       |
| 8                  | Betty Lise          | France          | 13.49  | 14.02  | x      | x      | 14.03  | 13.77  | 14,03 m  |       |
| 9                  | Gundega Sproge      | Lettonie        | 13.65  | x      | 13.98  |        |        |        | 13,98 m  |       |
| 10                 | Petra Laux-Lobinger | Allemagne       | x      | 13.64  | 13.86  |        |        |        | 13,86 m  |       |
| 11                 | Cynthea Rhodes      | États-Unis      | 13.44  | 13.69  | 13.79  |        |        |        | 13,79 m  |       |
| 12                 | Zhanna Gureyeva     | Biélorussie     | 13.59  | x      | 13.45  |        |        |        | 13,59 m  |       |

## Légende
Records et Performances
- AR : Record continental (area record)
- CR : Record des championnats (championship record)
- MR : Record du meeting (meet record)
- NR : Record national (national record)
- OR : Record olympique (olympic record)
- PR : Record paralympique (paralympic record)
- PB : Record personnel (personal best)
- SB : Meilleure performance personnelle de la saison (season's best)
- WL : Meilleure performance mondiale de l'année (world leader)
- WJR : Record du monde junior (world junior record)
- WR : Record du monde (world record)

Circonstances et Conditions
- DNF : N'a pas terminé (did not finish)
- DNS : N'a pas pris le départ (did not start)
- DQ : Disqualification (disqualification)
- NM : Aucun essai valable enregistré (No Mark)
- Q : Qualifié « directement » au prochain tour (ou à la prochaine compétition), lors d'une compétition majeure, grâce au classement ou à la réalisation des minima (automatic qualifier)
- q : Qualifié au prochain tour (ou à la prochaine compétition), lors d'une compétition majeure, grâce au repêchage ou à la réalisation de l'une des meilleures performances parmi celles des « non qualifiés directement » (grâce au meilleur temps ou à la meilleure distance par exemple) (secondary qualifier)